# Masaki Miyasaka
Masaki Miyasaka (宮阪 政樹?, Miyasaka Masaki; Nerima, 15 luglio 1989) è un ex calciatore giapponese, di ruolo centrocampista.

## Palmarès

### Nazionale
- Universiadi:   1

Shenzen 2011